# Porto de Moz Airport
Porto de Moz Airport är en flygplats i Brasilien.   Den ligger i kommunen Porto de Moz och delstaten Pará, i den centrala delen av landet, 1 600 km norr om huvudstaden Brasília. Porto de Moz Airport ligger 16 meter över havet.
Terrängen runt Porto de Moz Airport är platt. Havet är nära Porto de Moz Airport västerut. Trakten runt Porto de Moz Airport är nära nog obefolkad, med mindre än två invånare per kvadratkilometer.. Närmaste större samhälle är Porto de Moz, 0,80 km söder om Porto de Moz Airport.
I omgivningarna runt Porto de Moz Airport växer i huvudsak städsegrön lövskog.